# Movimiento por una Sociedad Democrática
El Movimiento por una Sociedad Democrática (siglas kurdas, TEV-DEM;  Árabe: حركة المجتمع الديمقراطي;   Siríaco clásico: ܙܘܥܐ ܕܟܢܫܐ ܕܝܡܩܪܐܛܝܐ,) es una organización paraguas de izquierdas en el noreste de Siria fundada el 16 de enero del 2011 con el objetivo de organizar la sociedad siria bajo un sistema confederalista democrático.  Actualmente, el TEV-DEM está presidido por los copresidentes Zalal Jagar y Kharib Heso.

## Antecedentes en la Primavera Árabe
Cuando la Primavera Árabe llegó a Siria a principios de 2011, las protestas se extendieron a las zonas kurdas del norte. El PYD, que tenía una gran presencia entre los kurdos sirios, competía activamente con el Consejo Nacional Kurdo (KNC). Uno de los principales puntos de divergencia está relacionado con la postura del PYD de instar a un cambio de régimen, pero rechazar la intervención extranjera y el alineamiento con la oposición siria. Pretendía ofrecer una tercera vía en el conflicto sirio, centrada en la autodefensa y la primacía de las soluciones no violentas que no apoyaran ni al régimen de Asad ni a la oposición, basadas en la organización de la sociedad y la formación de instituciones culturales, sociales, económicas y políticas para lograr la "autogestión del pueblo".
A pesar de esta competencia, el KNC y el PYD acordaron trabajar juntos dentro del Comité Supremo Kurdo (DBK), establecido en 2012 en Erbil, Kurdistán iraquí. Sin embargo, como el apoyo popular local se inclinó hacia el PYD, el KNC finalmente retiró su participación. Acusó al PYD de monopolizar la toma de decisiones y de acosar a sus activistas. El PYD respondió acusando al KNC de intentar establecer una fuerza paralela competidora y dividir la región en zonas de influencia rivales, con el riesgo de que se produzcan luchas internas kurdas. En noviembre de 2013, el PYD, bajo el paraguas del TEV-DEM, anunció unilateralmente la creación de una administración interina para la región.

## Ideología y programa
En diciembre de 2013, el TEV-DEM adoptó un nuevo modelo de gobierno, denominado "proyecto de autoadministración democrática", con vínculos más fuertes con la ideología confederalista democrática del PYD. Este vino a reemplazar el "proyecto de administración interina" acordado previamente con el KNC.
El Contrato Social (constitución política de Rojava) de julio de 2016 enfatiza el reconocimiento multiétnico en línea con la ideología confederalista democrática y dedica desde el artículo 8 hasta el 53 a los principios básicos de derechos, representación y libertades personales que coinciden con las disposiciones de la Declaración Universal de Derechos Humanos. También contiene una serie de otros principios que hasta ahora nunca se han aplicado en Siria ni en los países vecinos, como la inadmisibilidad de que civiles sean juzgados por tribunales militares y la abolición de la pena de muerte. Además, el PYD adopta un estándar progresivo de igualdad de género en sus estructuras de gobierno, con representación de género paritaria en todas las administraciones y el establecimiento de un Ministerio para la Liberación de la Mujer, un estándar que se ha cumplido en gran medida, incluso dentro del ejército.[cita requerida]
A pesar de las raíces marxistas-leninistas del PYD, un cambio drástico en la ideología del movimiento y la orientación de Abdullah Öcalan hacia el confederalismo democrático permitieron que estos componentes multiétnicos y seculares del Contrato Social cumplieran con algunos requisitos fundamentales de los patrocinadores internacionales occidentales que se oponían al régimen sirio. El modelo de administración local en la región ha fomentado una serie de avances, como el enfoque en las libertades civiles, y la administración local ha ayudado a reducir las repercusiones de la guerra civil sobre la población del norte de Siria al llenar el vacío dejado por la retirada de las fuerzas de Assad de esos territorios; su posición matizada frente al gobierno sirio permitió la continuación de los servicios básicos que anteriormente prestaba el Estado.

## Lista de partidos constituyentes del Comité Político del TEV-DEM
Antes del 4 de septiembre de 2018, el TEV-DEM tenía un comité político que actuaba como coalición política en el Consejo Democrático Sirio. Muchos de los partidos que anteriormente estaban en el Comité Político del TEV-DEM ahora están en la coalición política más grande, la Lista de la Nación Democrática, formada para las elecciones regionales de 2017.
| Nombre                                                     | Líder                     |
| ---------------------------------------------------------- | ------------------------- |
| Partido de la Unión Democrática (PYD)                      | Enwer Muslim y Aisha Heso |
| Partido Democrático de la Paz de los Kurdos Sirios (PADKS) | Telal Mihemed             |
| Partido Unión Liberal del Kurdistán (PYLK)                 | Ferhad Têlo               |
| Partido Democrático del Kurdistán de Siria                 |                           |
| Agrupación Nacional del Kurdistán                          |                           |
| Partido Comunista del Kurdistán (KKP)                      |                           |

## Miembros del Comité Ejecutivo
- Eldar Khlalil (a partir del 2014) [9]
- Îlham Ehmed (a partir del 2015) [10]